# Lale Gül
Lale Gül (Amsterdam, 3 november 1997) is een Turks-Nederlandse schrijfster.

## Biografie
Lale Gül groeide op in een streng islamitisch gezin in Amsterdam-West. Haar schooltijd doorliep ze aan de protestants-christelijke Paulusschool (2001-2009), een basisschool in Slotermeer, en het Hervormd Lyceum West (2010-2016) in de wijk Slotervaart. Gül studeert sinds 2018 Nederlands aan de Vrije Universiteit. In haar jeugd ging ze in het weekend naar de koranschool van Milli Görüş.

## Carrière
In februari 2021 publiceerde ze haar autobiografische debuutroman Ik ga leven waarin ze afstand neemt van haar streng gelovige opvoeding.
Na de publicatie werd Gül vanuit extremistische islamitische hoek ernstig bedreigd. Anno 2025 wordt ze nog steeds beveiligd. Ook binnen haar familie werd het boek kritisch ontvangen. Hoewel ze in eerste instantie zei in haar ouderlijk huis te blijven wonen, besloot ze later diezelfde maand dat dit geen optie meer was.
Gül is regelmatig te gast in verschillende talkshows.
Vanaf juli 2021 tot begin 2025 had Gül een vaste wekelijkse column in de zaterdageditie van Het Parool.
Sinds 1 februari 2025 schrijft ze een column in dagblad De Telegraaf.
In november 2021 begon Lale Gül de gelijknamige podcast Ik ga leven met wetenschapper Ömer Uyar. Daarin bespreken zij allerlei onderwerpen uit onder andere de actualiteit, cultuur, religie en wetenschap.
In oktober 2022 maakt Gül samen met Ronit Palache (1984) de 5-delige podcastserie Van God Los over geloofsverlaters.
Op 14 mei 2024 publiceerde Gül haar tweede boek Ik ben vrij, dat gaat over de nare nasleep van haar eerste boek. Dit ging gepaard met een theatertour met dezelfde titel in een College Tour-achtige setting van oktober 2024 tot april 2025. Voor het in 2024 uitgezonden seizoen van Kloostergasten leefde Gül enkele dagen samen met kloosterlingen.
In 2025 deed Gül mee aan het vijfde seizoen van het televisieprogramma De Verraders bij RTL 4 als getrouwe waarin ze als eerste werd verbannen. In datzelfde jaar was ze te gast in het televisieprogramma Lieve Heleen en deed ze mee aan het televisieprogramma Het waren 2 fantastische dagen.
Ze is er open over dat ze soms tegen betaling voldoet aan bijzondere wensen van mannen, zoals het opgestuurd krijgen van een gedragen slipje of beelden van haar voeten, het vernederd worden, of het haar mogen sturen van een dickpic. Ze verstrekt echter geen naaktbeelden van zichzelf, vooral omdat die bij haar broer en zusje terecht zouden kunnen komen, wat haar goede relatie met hen kan verstoren.

## Waardering
Nadat haar debuut in 2021 verschenen was werd Gül genomineerd voor de Pim Fortuynprijs. Ze ontving in het zelfde jaar de NS Publieksprijs. Daarnaast toonden meerdere producenten belangstelling voor zowel het maken van een film als een serie. In 2021 riep het opinieblad Elsevier Weekblad Gül uit tot Nederlander van het Jaar vanwege haar "grensverleggende boek".

## Kritiek
In de Kanttekening, Joop.nl en Frontaal Naakt is Gül bekritiseerd. Ze zou zich voor de kar van conservatief Nederland laten spannen en daarmee een tolerante samenleving ondermijnen. Als reactie hierop geeft de schrijfster aan dat haar kritiek geworteld is in persoonlijke ervaringen en dat ze zich niet laat gebruiken voor de agenda van anderen.

## De Bestseller 60
| Boeken met noteringen in de Nederlandse Bestseller 60 | Jaar van verschijnen | Datum van binnenkomst | Hoogste positie | Aantal weken | Opmerkingen |
| ----------------------------------------------------- | -------------------- | --------------------- | --------------- | ------------ | ----------- |
| Ik ga leven                                           | 2021                 | 17-02-2021            | 1(5wk)          | 87           |             |
| Ik ben vrij                                           | 2024                 | 22-05-2024            | 1(1wk)          | 18           |             |

## Prijzen
- Voor 207.000 verkochte exemplaren van Ik ga leven ontving Gül op 27 januari 2022 uit handen van Johan Derksen een oorkonde in VI Vandaag: "Ik ben vandaag 25 jaar getrouwd met m'n vrouw, en ik heb jouw boek cadeau gedaan aan haar. En ik heb het zelf ook gelezen".[26]
- NS Publieksprijs 2021 voor Ik ga leven
- Nederlander van het Jaar 2021 (Elsevier Weekblad) vanwege haar "grensverleggende boek"
- Pim Fortuynprijs 2022 voor Ik ga leven

- Gemeinsame Normdatei: 1233743295
- International Standard Name Identifier: 0000 0004 9343 5635
- Library of Congress Control Number: no2021066435
- Nationale Bibliotheek van Tsjechië: xx0318324
- Nederlandse Thesaurus van Auteursnamen: 431161011
- Virtual International Authority File: 41161209148139861281
- WorldCat: E39PBJvmJg4fwwVVdchBdr6HYP